# Liste der Stolpersteine in Nettetal
Die Liste der Stolpersteine in Nettetal enthält alle Stolpersteine, die im Rahmen des gleichnamigen Projekts von Gunter Demnig in Nettetal verlegt wurden. Mit ihnen soll an Opfer des Nationalsozialismus erinnert werden, die in Nettetal lebten und wirkten.

## Verlegte Stolpersteine
- Karte mit allen Koordinaten:
- OSM |
- WikiMap

Hinweise zur Benutzung der Auflistung:
Die Liste führt die verlegten Stolpersteine auf, nennt Namen und Lebensdaten der Person, Ort und Datum der Verlegung, die auf dem Stein zu lesende Inschrift und zeigt jeweils ein Foto des beschriebenen Stolpersteins. Dazu führt die Liste Informationen zur Person auf sowie, in den Fußnoten, auch Informationen zu den genannten verwandten Personen.
- Die Liste ist teils sortierbar gestaltet. Die Sortierung nach dem Alphabet wird durch das Anklicken der beiden Dreiecke in den Spalten erreicht.
- Mit ♁ (Lage) oder der Weltkugel lassen sich die Koordinaten mit Kartendiensten anzeigen.
- Hochgestellte Zahlen im Text bedeuten einen Link: Hochgestellte Zahlen in eckigen Klammern verweisen auf einen Einzelnachweis (Beleg) für die Information.
- Blau hinterlegte Wörter sind als Links zu anderen Wikipediaartikeln oder auch als Links innerhalb dieser Liste hinterlegt.

| Bild                                    | Person, Inschrift | Adresse                                                  | Verlege- datum | weitere Informationen |
| --------------------------------------- | --- | -------------------------------------------------------- | -------------- | --- |
| Stolperstein für Margarethe Kaufmann    | HIER WOHNTE MARGARETHE KAUFMANN GEB. KAHN JG. 1885 DEPORTIERT 1941 RIGA ERMORDET                                                                                   | Josefstraße 66 · OT Breyell ·                            | 11. Nov. 2010  | Margarethe (Grete) Kahn geboren am 13. November 1885 in Dortmund, war die Tochter von Moses Kahn (um 1854–1916), Viehhändler, und Cäcilie Kahn geborene Beermann (um 1864–1927). Sie heiratete 1910 Jacob Kaufmann (geboren am 30. April 1882 in (Aachen-)Forst), sie hatten einen gemeinsame Tochter (Ilse). Jacob Kaufmann starb am 18. April 1936. Am 11. Dezember 1941 wurde Margarethe ab Düsseldorf nach Riga deportiert und schließlich in der Umgebung von Riga ermordet, das Todesjahr von Margarethe ist nicht bekannt. |
| Stolperstein für Ilse Klaber            | HIER WOHNTE ILSE KLABER GEB. KAUFMANN JG. 1911 DEPORTIERT 1941 RIGA ERMORDET                                                                                       | Josefstraße 66 · OT Breyell ·                            | 11. Nov. 2010  | Ilse Kaufmann wurde am 29. Juni 1911 in Kornelimünster geboren. Sie war die Tochter von Jacob Kaufmann und Margarethe Kaufmann, geborene Kahn, heiratete am 31. Dezember 1935 Fritz Klaber. Beider Sohn Werner Erich Klaber wurde ein Jahr später, am 17. Dezember 1936 in Aachen geboren. Nach nicht erfolgreichen Ausreiseversuchen wurden Ilse und Werner Klaber am 11. Dezember 1941 ab Düsseldorf nach Riga deportiert und schließlich in der Umgebung von Riga ermordet, das Todesjahr von Ilse ist nicht bekannt. |
| Stolperstein für Werner Klaber          | HIER WOHNTE WERNER KLABER JG. 1936 DEPORTIERT 1941 RIGA ERMORDET                                                                                                   | Josefstraße 66 · OT Breyell ·                            | 11. Nov. 2010  | Werner Erich Klaber wurde am 17. Dezember 1936 in Aachen als Kind von Fritz und Ilse Klaber geboren. Fritz Klaber wurde am 28. Oktober 1941 im Lager Westerbork interniert, konnte aber am 13. September 1943 fliehen und versteckte sich in Amsterdam, wo es ihm gelang, bis Kriegsende nicht entdeckt zu werden. Am 11. Dezember 1941 wurde Werner mit seiner Mutter ab Düsseldorf nach Riga deportiert und schließlich in der Umgebung von Riga ermordet, das Todesjahr von Werner ist nicht bekannt. |
| Stolperstein für Josef Levy             | HIER WOHNTE JOSEF LEVY JG. 1866 DEPORTIERT 1942 TREBLINKA ERMORDET                                                                                                 | Josefstraße 66 · OT Breyell ·                            | 11. Nov. 2010  | Josef Levy wurde am 28. März 1866 in Breyell als Sohn von Abraham und Christina Levy (geb. Sommer) geboren. Er heiratete Emma Sassen, die am 21. Februar 1869 in Anrath als Tochter von Abraham und Mirjam Sassen zur Welt kam. Josef und Emma Levy wurden am 25. Juli 1942 nach Theresienstadt deportiert (Transport VII/2 Zug Da 71, Häftlingsnummer 633 und 640), am 26. September 1942 dann nach Treblinka deportiert (Transport Br, Häftlingsnummer 644 und 645), dort wohl noch im selben Monat ermordet. |
| Stolperstein für Emma Levy              | HIER WOHNTE EMMA LEVY GEB. SASSEN JG. 1869 DEPORTIERT 1942 TREBLINKA ERMORDET                                                                                      | Josefstraße 66 · OT Breyell ·                            | 11. Nov. 2010  | Emma Sassen wurde am 21. Februar 1869 in Anrath als Tochter von Abraham und Mirjam Levy geboren. Sie heiratete Josef Levy der am 28. März 1866 in Breyell als Sohn von Abraham und Christina Levy (geb. Sommer) zur Welt kam. Josef und Emma Levy wurden am 25. Juli 1942 nach Theresienstadt deportiert (Transport VII/2 Zug Da 71, Häftlingsnummer 633 und 640), am 26. September 1942 dann nach Treblinka deportiert (Transport Br, Häftlingsnummer 644 und 645), dort wohl noch im selben Monat ermordet. |
| Stolperstein für Fritz Klaber           | HIER WOHNTE FRITZ KLABER JG. 1904 ´SCHUTZHAFT´ 1938 DACHAU ZUR FLUCHT GEZWUNGEN 1939 HOLLAND INTERNIERT WESTERBORK FLUCHT 1943 VERSTECKT GELEBT BEFREIT / ÜBERLEBT | Josefstraße 66 · OT Breyell ·                            | 10. Dez. 2013  | Fritz Klaber wurde am 6. November 1904 in Breyell als Sohn von Jacob Klaber und Babette Klaber, geborene Lichtenfeld, geboren. Er heiratete am 31. Dezember 1935 Ilse Klaber, aus der Ehe ging ein Sohn (Werner Erich Klaber) hervor. Fritz Klaber wurde am 28. Oktober 1941 im Lager Westerbork interniert, konnte aber am 13. September 1943 fliehen und versteckte sich in Amsterdam, wo es ihm gelang, bis Kriegsende nicht entdeckt zu werden. Am 11. Dezember 1941 wurde Werner mit seiner Mutter ab Düsseldorf nach Riga deportiert und dort schließlich 1942 ermordet. |
| Stolperstein für Hermann Levy           | HIER WOHNTE HERMANN LEVY JG. 1909 ´SCHUTZHAFT´ 1938 DACHAU FLUCHT 1939 ENGLAND ÜBERLEBT                                                                            | Josefstraße 66 · OT Breyell ·                            | 10. Dez. 2013  | Hermann Levy wurde am 9. Dezember 1909 in Breyell als Sohn des Viehhändlers Josef Levy und seiner Ehefrau Emma Sassen geboren. Er heiratete am 5. Juli 1935 in Korschenbroich Hilde Klein, die Ehe blieb kinderlos. Nach der Pogromnacht wurde er verhaftet und vom 17. November 1938 bis zum 29. Dezember 1938 in „Schutzhaft“ in Dachau interniert. Er floh im Februar 1939 nach England, versuchte in die USA zu kommen, landete aber in Australien und 1946 wieder in England. Hilde blieb in Deutschland und wurde wahrscheinlich in Riga ermordet. |
| Stolperstein für Babette Klaber         | HIER WOHNTE BERNHARDINE ´BABETTE´ KLABER GEB. LICHTENFELD JG. 1872 DEPORTIERT 1942 THERESIENSTADT ERMORDET                                                         | Felderend 25 · OT Breyell ·                              | 11. Nov. 2010  | Bernhardine (Babette) Lichtenfeld wurde am 27. Januar 1872 in Hochhausen/Tauber als Tochter von David Lichtenfeld (1840–1902) und Johanna (Hanche) Lichtenfeld, geborene Hermann (1835–1924) geboren. Sie war mit Jacob Klaber (geboren am 18. August 1872 in Sinzenich als Sohn von Hermann Klaber und Friederica Klaber geborene Zanders, am 24. Juni 1931 in Breyell gestorben) verheiratet, aus der Ehe gingen vier Kinder hervor: Hermann (* 1902), Fritz (* 1904), Felix (* 1908) und Max (* 1917). Babette Klaber wurde am 25. Juli 1942 ab Düsseldorf nach Theresienstadt deportiert, dort ist sie am 13. März 1944 verhungert. |
| Stolperstein für Felix Klaber           | HIER WOHNTE FELIX KLABER JG. 1908 FLUCHT HOLLAND VERSTECKT GELEBT BEFREIT / ÜBERLEBT                                                                               | Felderend 25 · OT Breyell ·                              | 10. Dez. 2013  | Felix Klaber wurde am 28. März 1908 in Breyell als Sohn von Jacob Klaber und Babette Klaber, geborene Lichtenfeld, geboren. 1926 ging er als 18-Jähriger in die Niederlande, um den Beruf eines Konditors zu erlernen, ab Mitte der 1930er Jahre riskierte er keine Besuche in der Heimat mehr. Am 6. September 1942 heiratete er in Deventer Klara Mendel, die mit ihrer Familie ebenfalls Jahre zuvor in die Niederlande geflohen war. Als Felix und Klara sich im selben Jahr melden sollten, um in Westerbork interniert zu werden, versteckten sie sich in Lochem-Eefde, wo sie den Krieg überstanden. Sie wurden im Mai 1945 befreit, Felix und Klara Klaber bekamen zwei Söhne (1946 und 1948) und wanderten 1948 in USA aus. Felix Klaber starb am 15. Juli 1981 an seinem Wohnort Bronx/NYC, Klara Klaber am 23. November 2004. |
| Stolperstein für Hermann Klaber         | HIER WOHNTE HERMANN KLABER JG. 1902 FLUCHT 1938 USA ÜBERLEBT | Felderend 25 · OT Breyell ·                              | 10. Dez. 2013  | Hermann Klaber wurde am 12. Oktober 1902 in Breyell als Sohn von Jacob Klaber und Babette Klaber, geborene Lichtenfeld, geboren. Er floh im März 1938 über Holland in die USA mit den Papieren seines Bruders Max, nachdem er Probleme mit der SS bekommen hatte. Er heiratete Erna Emanuel (geboren am 14. Juni 1902 in Frankfurt am Main), Tochter von David Emanuel und Rosa Seligmann. Hermann Klaber starb am 27. März 1980 New York durch Selbsttötung; Erna Klaber starb am 12. September 2004 im Alter von 102 Jahren in Bronx/NYC. |
| Stolperstein für Max Klaber             | HIER WOHNTE MAX KLABER JG. 1917 FLUCHT 1939 USA ÜBERLEBT | Felderend 25 · OT Breyell ·                              | 10. Dez. 2013  | Max Klaber wurde am 30. Januar 1917 in Breyell als Sohn von Jacob Klaber und Babette Klaber, geborene Lichtenfeld, geboren. Im Januar 1939 floh er über die Niederlande in die USA (nachdem seine Papiere von seinem Bruder Hermann für die Flucht genutzt worden waren und er neue erhalten hatte), lebte 1939 in New York, Fox Street 299; 1942 trat er in die US-Army ein, 1944 heiratete er Ann Rosenbaum (geboren am 17. Oktober 1923); im August 1945 war Max noch in der Armee, und seit 20 Monaten (d. h. seit Anfang 1944) in Übersee. Das Ehepaar bekam den Sohn Stephen. Max Klaber starb am 19. November 2001 in Bronx/NY, im Alter von 84 Jahren. |
| Stolperstein für Lina Harf              | HIER WOHNTE LINA HARF GEB. 1906 DEPORTIERT 1941 RIGA ERMORDET 13.12.1943                                                                                           | Steyler Straße 7 · OT Kaldenkirchen ·                    | 6. Feb. 2012   | Lina Harf wurde am 18. November 1906 in Kaldenkirchen als Tochter von Gustav Sanders und Julie Sanders geborene Kaufmann geboren. Sie heiratete am 27. August 1935 in Kaldenkirchen Simon Harf. Simon und Lina Harf bekamen eine Tochter, Ruth Harf. Am 11. Dezember 1941 wurden Simon, Lina und Ruth Harf ab Düsseldorf nach Riga deportiert. Lina Harf war im November 1943 im Lager Jungfernhof und wurde später dort ermordet. Am 16.12.2019 wurde in Mönchengladbach ein Stolperstein auf dem Herrather Weg 11 verlegt. |
| Stolperstein für Ruth Harf              | HIER WOHNTE RUTH HARF JG. 1938 DEPORTIERT 1941 ERMORDET NOV. 1943 RIGA                                                                                             | Steyler Straße 7 · OT Kaldenkirchen ·                    | 6. Feb. 2012   | Ruth Harf wurde am 1. März 1938 als Tochter von Simon und Lina Harf in Kaldenkirchen geboren. Mit ihren Eltern wurde sie am 11. Dezember 1941 ab Düsseldorf nach Riga deportiert. „Am 2. November 1943 wurden im Ghetto Kinder unter 15 Jahren und Alte über 50 Jahre "aussortiert": Ruth Harf und Hedi Lion aus Kaldenkirchen waren darunter. Sie wurden auf Lastwagen abtransportiert und irgendwo ermordet [… ] Viele Kinder und Kranke wurden im November 1943 von Riga aus in das polnische Vernichtungslager Auschwitz deportiert. Ruth könnte aber auch in den angrenzenden Wäldern ermordet und in ein Massengrab geworfen worden sein.“ |
| Stolperstein für Simon Harf             | HIER WOHNTE SIMON HARF JG. 1905 DEPORTIERT 1941 RIGA ERMORDET IN SALASPILS                                                                                         | Steyler Straße 7 · OT Kaldenkirchen ·                    | 6. Feb. 2012   | Simon Harf wurde am 3. November 1905 in Beckrath als Sohn von Adolf Harf und Paula Harf (geborene Heumann) geboren. Er heiratete am 27. August 1935 in Kaldenkirchen Lina Harf, die gemeinsamte Tochter Ruth kam am 1. März 1938 zur Welt. Vom 17. November 1938 bis zum 11. Februar 1939 war Simon in „Schutzhaft“ in Dachau interniert. Am 11. Dezember 1941 wurden Simon, Lina und Ruth Harf ab Düsseldorf nach Riga deportiert. Simon wurde in Salaspils inhaftiert und später dort oder in Riga ermordet. Am 16.12.2019 wurde in Mönchengladbach ein Stolperstein auf dem Herrather Weg 11 verlegt. |
| Stolperstein für Elisabeth Lion         | HIER WOHNTE ELISABETH LION JG. 1909 DEPORTIERT 1941 RIGA BEFREIT / ÜBERLEBT                                                                                        | Fährstraße 10 · OT Kaldenkirchen ·                       | 6. Feb. 2012   | Elisabeth Lion wurde am 27. Dezember 1909 in Aachen als Tochter von Paul Jaffé und Sophie Jaffé (geb. Neumann) geboren. Sie heiratete am 14. Juni 1931 Max Lion, 1932 kam die gemeinsame Tochter Hedwig Lion auf die Welt. Am 11. Dezember 1941 wurde die Familie ab Düsseldorf nach Riga deportiert. Aus Riga wurde Elisabeth nach Stutthof gebracht, es gelang ihr Krieg und Deportation zu überleben. Sie heiratete nach dem Krieg Edgar Heymann (geboren 1909 in Berlin, gestorben 1973 in Wiesbaden), lebte in Wiesbaden, bekam 1950 den Sohn Leo und starb dort am 9. Oktober 1996; sie „war die einzige Frau, die den Niederrhein-Transport ins Konzentrationslager nach Riga überlebt hat.“ |
| Stolperstein für Hedwig Lion            | HIER WOHNTE HEDWIG LION JG. 1932 DEPORTIERT 1941 ERMORDET NOV. 1943 RIGA                                                                                           | Fährstraße 10 · OT Kaldenkirchen ·                       | 6. Feb. 2012   | Hedwig Lion wurde am 14. Mai 1932 in Kaldenkirchen als Tochter von Max und Elisabeth Lion geboren; sie wurde mit ihren Eltern am 11. Dezember 1941 ab Düsseldorf nach Riga deportiert und im November in Riga oder Auschwitz ermordet. |
| Stolperstein für Max Lion               | HIER WOHNTE MAX LION JG. 1905 DEPORTIERT 1941 RIGA ERMORDET 19.3.1945 KZ SALASPILS                                                                                 | Fährstraße 10 · OT Kaldenkirchen ·                       | 6. Feb. 2012   | Max Lion wurde am 4. Februar 1905 Kaldenkirchen als Sohn von Jakob Lion und Bertha Lion (geborene Sanders) geboren, er heiratete am 14. Juni 1931 in Aachen Elisabeth (Else) Jaffé. Am 14. Mai 1932 wurde die gemeinsame Tochter Hedwig geboren. Vom 17. November 1938 bis zum 10. Januar 1939 war Max in „Schutzhaft“ in Dachau, am 11. Dezember 1941 wurde die Familie ab Düsseldorf nach Riga deportiert. Max Lion war in Salaspils inhaftiert, ihm gelang im Februar 1945 die Flucht, er starb aber drei Wochen danach (am 19. März 1945) auf Gut Gothendorf (Chottschow, heute Choczewo (Pommern)), an Tuberkulose. |
| Stolperstein für Jakob Hoffstadt        | HIER WOHNTE JAKOB HOFFSTADT JG. 1871 DEPORTIERT 1942 THERESIENSTADT ERMORDET IN TREBLINKA                                                                          | Hockstraße 8 · OT Kaldenkirchen ·                        | 10. Juli 2013  | Jakob Hoffstadt wurde am 26. März 1871 in Kaldenkirchen als Sohn von Samuel Hoffstadt, Handelsmann in Kaldenkirchen, und Sibilla Hoffstadt (geborene Strauß) geboren. Am 25. Juli 1942 wurde er ab Düsseldorf nach Theresienstadt (Transport VII/2 Zug Da 71, Häftlingsnummer 538), am 21. September 1942 nach Treblinka deportiert (Transport Bp, Häftlingsnummer 1252) und dort wohl unmittelbar nach der Ankunft ermordet. |
| Stolperstein für Berta Lion             | HIER WOHNTE BERTHA LION JG. 1861 DEPORTIERT 1942 THERESIENSTADT ERMORDET IN TREBLINKA                                                                              | Fährstraße 12 · OT Kaldenkirchen ·                       | 10. Juli 2013  | Bertha Sanders wurde am 14. Dezember 1861 in Kaldenkirchen als Tochter von Salomon Sanders, Handelsmann in Kaldenkirchen, und Adelheid Sanders (geborene Vasen) geboren. Sie heiratete am 3. Oktober 1899 in Kaldenkirchen Jakob Lion, 1905 kam der gemeinsame Sohn Max zur Welt. Am 25. Juli 1942 wurden Bertha und Jakob ab Düsseldorf nach Theres ienstadt (Transport VII/2 Zug Da 71, Häftlingsnummer 685 und 686), am 21. September 1942 nach Treblinka deportiert (Transport Bp, Häftlingsnummer 1611 und 1612) und dort wohl unmittelbar nach der Ankunft ermordet. |
| Stolperstein für Jakob Lion             | HIER WOHNTE JAKOB LION JG. 1865 DEPORTIERT 1942 THERESIENSTADT ERMORDET IN TREBLINKA                                                                               | Fährstraße 12 · OT Kaldenkirchen ·                       | 10. Juli 2013  | Jakob Lion wurde am 28. Oktober 1865 in Süchteln als Sohn von Moses Lion und Regina Rath geboren. Er heiratete am 3. Oktober 1899 in Kaldenkirchen Bertha Sanders, 1905 kam der gemeinsame Sohn Max zur Welt. Jakob Lion war bis mindestens 1936 Vorsteher der Synagoge in seinem Heimatort – im Rahmen der Reichspogromnacht wurde er am 10. November 1938 gezwungen, die Thorarollen auszuliefern. Am 25. Juli 1942 wurden beide ab Düsseldorf nach Theresienstadt (Transport VII/2 Zug Da 71, Häftlingsnummer 685 und 686), am 21. September 1942 nach Treblinka deportiert (Transport Bp, Häftlingsnummer 1611 und 1612) und dort wohl unmittelbar nach der Ankunft ermordet. In Süchteln wurde am 05.12.2018 für Jakob ein Stolperstein auf der Hindenburgstraße 3 verlegt. |
| Stolperstein für Erich Sanders          | HIER WOHNTE ERICH SANDERS JG. 1930 DEPORTIERT 1941 LODZ/LITZMANNSTADT ERMORDET 11.9.1942 CHELMNO/KULMHOF                                                           | Fährstraße 12 · OT Kaldenkirchen ·                       | 10. Juli 2013  | Erich Sanders wurde am 29. Mai 1930 als Sohn von Isaak Isidor und Sophia Sanders (geb. Baum) in Kaldenkirchen geboren. Am 27. Oktober 1941 wurden die Familie ab Düsseldorf nach Litzmannstadt deportiert. Der zwölfjährige Erich Sanders wurde mit anderen Kindern ins 70 Kilometer entfernte Kulmhof gebracht. "Dort entkleidete man sie, schickte sie in den Keller des dortigen Schlosses, wo sie am Ende eines Tunnels in einem Lastwagen landeten. Dort drin wurden sie vergast […] Das waren die ersten Experimente mit Gaswagen, in denen man früher schon Behinderte vergast hatte. In Auschwitz wurde diese Methode später verfeinert. Die Menschen erstickten nach ungefähr acht Minuten qualvoll." Erich Sanders starb am 11. September 1942 im Verlauf der „Aktion Gehsperre“, die vom 5. bis 12. September 1942 durchgeführt wurde. |
| Stolperstein für Johanna Sanders        | HIER WOHNTE JOHANNA SANDERS JG. 1887 DEPORTIERT 1942 THERESIENSTADT ERMORDET IN AUSCHWITZ                                                                          | Fährstraße 12 · OT Kaldenkirchen ·                       | 17. Feb. 2016  | Johanna Sanders wurde am 15. April 1887 in Boxmeer/NL als Tochter von Joseph Sanders und Rosalie Sanders geborene Sanders geboren. Ab 1889 lebte sie in Kaldenkirchen bzw. Kempen, sie blieb ledig. Im März 1939 wohnte sie in Kaldenkirchen, zuletzt Adolf-Hitler-Platz 3 / Fährstraße 10 in einem Anbau des Hauses der Familie Lion. Johanna Sanders wurde am 25. Juli 1942 ab Düsseldorf nach Theresienstadt (Transport VII/2 Zug Da 71, Häftlingsnummer 850) und am 23. Januar 1943 nach Auschwitz deportiert (Transport Cr, Zug Da 103, Häftlingsnummer 720), dort wurde sie im selben Jahr ermordet. |
| Stolperstein für Isaak Isidor Sanders   | HIER WOHNTE ISAAK ISIDOR SANDERS JG. 1895 DEPORTIERT 1941 LODZ/LITZMANNSTADT ERMORDET 8.7.1942                                                                     | Bahnhofstraße 77 · OT Kaldenkirchen ·                    | 10. Juli 2013  | Isaak Isidor Sanders wurde am 19. Juli 1895 in Kaldenkirchen als Sohn von Joseph Sanders und Rosalie Sanders geborene Sanders geboren. Von Beruf war er Viehhändler als Mitinhaber von Sanders, Erben & Co. Er heiratete am 28. Dezember 1928 in Süchteln Sophia Baum, am 29. Mai 1930 kam der gemeinsame Sohn Erich auf die Welt. Am 27. Oktober 1941 wurden alle drei ab Düsseldorf nach Litzmannstadt deportiert. Isaak Isidor wurde dort am 8. Juli 1942 ermordet (als Todesursache wird „Unterernährung“ angegeben). |
| Stolperstein für Sophia Sanders         | HIER WOHNTE SOPHIA ´GRETE´ SANDERS GEB. BAUM JG. 1901 DEPORTIERT 1941 LODZ/LITZMANNSTADT ERMORDET 7.9.1942                                                         | Bahnhofstraße 77 · OT Kaldenkirchen ·                    | 10. Juli 2013  | Sophia Baum wurde am 26. November 1901 in Süchteln als Tochter von Leopold Baum (1860–1942) und Jenni Kaufmann (1879–1938) geboren. Sie heiratete am 28. Dezember 1928 in Süchteln Isaak Isidor Sanders, am 29. Mai 1930 kam der gemeinsame Sohn Erich auf die Welt. Am 27. Oktober 1941 wurden alle drei ab Düsseldorf nach Litzmannstadt deportiert. Sophia Sanders wurde am 7. September 1942 in Litzmannstadt ermordet (als Todesursache wird „Herzversagen“ angegeben). |
| Stolperstein für Emil Simon             | HIER WOHNTE EMIL SIMON JG. 1876 DEPORTIERT 1942 ERMORDET IN SOBIBOR                                                                                                | Synagogenstraße 3 · OT Kaldenkirchen ·                   | 10. Juli 2013  | Emil Simon wurde am 16. Juli 1876 in Krefeld-Linn als Sohn von Gottholt Simon und Jetta Vasen geboren. Er heiratete am 4. November 1904 in Kaldenkirchen Friederika (Frieda) Sanders, am 7. März 1907 wurde in Kaldenkirchen der gemeinsame Sohn Salli geboren. Emil und Frieda Simon wurden am 15. Juni 1942 ab Düsseldorf mit dem Transport „Da 22“ Richtung Izbica deportiert. „Nach der ‚Selektion‘ auf einem Nebengleis in Lublin wurden zunächst etwa 100 Männer aus dem Transport ‚Da 22‘ in das Lager Majdanek gebracht. Vermutlich wurde der Zug anschließend direkt nach Sobibor geleitet, ohne zuvor noch das Durchgangsghetto von Izbica zu berühren.“ Frieda Simon wurde am 08.12.1952 vom Amtsgericht Lobberich zum 31.12.1945 für tot erklärt. |
| Stolperstein für Friederika Simon       | HIER WOHNTE FRIEDERIKA SIMON GEB. SANDERS JG. 1878 DEPORTIERT 1942 ERMORDET IN SOBIBOR                                                                             | Synagogenstraße 3 · OT Kaldenkirchen ·                   | 10. Juli 2013  | Friederika (Frieda) Sanders wurde am 24. April 1878 in Kaldenkirchen als Tochter von Salomon Sanders, Kleinhändler in Kaldenkirchen, und Adelheid Vasen geboren. Sie heiratete am 4. November 1904 in Kaldenkirchen den Metzger und Viehhändler Emil Simon. Am 7. März 1907 wurde in Kaldenkirchen der gemeinsame Sohn Salli geboren. Emil und Frieda Simon wurden am 15. Juni 1942 ab Düsseldorf mit dem Transport „Da 22“ Richtung Izbica deportiert. „Nach der ‚Selektion‘ auf einem Nebengleis in Lublin wurden zunächst etwa 100 Männer aus dem Transport ‚Da 22‘ in das Lager Majdanek gebracht. Vermutlich wurde der Zug anschließend direkt nach Sobibor geleitet, ohne zuvor noch das Durchgangsghetto von Izbica zu berühren.“ Frieda Simon wurde am 08.12.1952 vom Amtsgericht Lobberich zum 31.12.1945 für tot erklärt. |
| Stolperstein für Salli Simon            | HIER WOHNTE SALLI SIMON JG. 1907 DEPORTIERT 1941 ERMORDET IN RIGA                                                                                                  | Synagogenstraße 3 · OT Kaldenkirchen ·                   | 10. Juli 2013  | Salli Simon wurde am 7. März 1907 wurde in Kaldenkirchen als Sohn von Emil und Friederika (Frieda) Simon geb. Sanders geboren. Er war vom 17. November 1938 bis zum 4. Februar 1939 in „Schutzhaft“ in Dachau interniert. Danach kehrte er nach Kaldenkirchen zurück und wurde am 11. Dezember 1941 ab Düsseldorf nach Riga deportiert, in Salaspils inhaftiert und in Riga oder Salaspils ermordet. |
| Stolperstein für Emmy Bonn              | HIER WOHNTE EMMY BONN GEB. LEYENS JG. 1888 FLUCHT HOLLAND INTERNIERT WESTERBORK DEPORTIERT 1943 SOBIBOR ERMORDET 28.5.1943                                         | Kehrstraße 52 · OT Kaldenkirchen ·                       | 9. Nov. 2014   | Emmy Bonn wurde am 11. August 1888 als Tochter von Gottschalk Leyens (Leijens) und Johanna Rubens in Schwanenberg geboren. Sie heiratete Alexander (Alex) Bonn, der am 20. Juni 1930 in Kaldenkirchen durch Selbsttötung starb. Emmy Bonn wohnte (als Witwe wieder) in Schwanenberg, sie floh nach Venlo, wo sie 1938 lebte, ebenso noch am 1. Juli 1942; am 25. Mai 1943 wurde sie von Westerbork aus nach Sobibor deportiert und dort ermordet, sie wurde zum 28. Mai 1943 für tot erklärt. |
| Stolperstein für Hans Günter Bonn       | HIER WOHNTE HANS GÜNTER BONN JG. 1921 FLUCHT HOLLAND INTERNIERT WESTERBORK DEPORTIERT 1942 AUSCHWITZ MENSCHENVERSUCHE TOT AN DEN SPÄTFOLGEN                        | Kehrstraße 52 · OT Kaldenkirchen ·                       | 9. Nov. 2014   | Hans Günter (Eljakim) Bonn geboren am 30. Juli 1921 in Kaldenkirchen war der jüngere Sohn von Alexander und Emmy Bonn, geborene Leyens. Er floh ebenfalls nach Venlo, wo er 1938 lebte; Hans Günter Bonn wurde in Westerbork interniert und 1942 von Westerbork nach Auschwitz deportiert; er überlebte den Krieg, wurde befreit und kehrte 1945 aus Auschwitz nach Venlo zurück. 1946 heiratete er Eva Hilde Wurm, das Ehepaar bekam einen Sohn, René Bonn (geboren 1947 in Venlo). Hans Günter Bonn starb am 15. April 1948 in Venlo „an den Folgen medizinischer Experimente in Auschwitz“ (Tuberkulose); er wurde auf dem neuen jüdischen Friedhof in Venlo bestattet, seine Witwe und der gemeinsame Sohn wanderten 1949 nach Palästina/Israel aus. |
| Stolperstein für Walter Bonn            | HIER WOHNTE WALTER BONN JG. 1912 FLUCHT HOLLAND INTERNIERT WESTERBORK DEPORTIERT 1942 AUSCHWITZ ERMORDET 21.4.1944                                                 | Kehrstraße 52 · OT Kaldenkirchen ·                       | 9. Nov. 2014   | Walter Bonn wurde am 5. Juni 1912 in Kaldenkirchen als Sohn von Alexander und Emmy Bonn, geborene Leyens, geboren; er lebte als Kaufmann in Kaldenkirchen, floh in die Niederlande, lebte 1935 in Venlo, im März 1939 in der Nieuwstraat 27. Er heiratete 1940/41 Hermina (Mimi) Hertz, die am 13. Dezember 1918 in Voorburg als Tochter von Jacques Gustave Hertz (* 4. August 1895 Sittard, Niederlande –✡31. März 1944 Auschwitz) und Rela geb. Heymans (* 4. Juli 1892 Enschede, Niederlande –✡20. September 1944 Auschwitz) zur Welt kam. Das Ehepaar wohnte am 1. Juli 1942 in Venlo und wurde im Oktober 1942 in das SS Durchgangslager Westerbork in den Niederlanden interniert. Am 14. September 1942 wurde Walter und Hermina nach Auschwitz deportiert wo Walter im KZ Auschwitz III Monowitz Sklavenarbeit verrichten musste. Dort erlag er am 21. April 1944 an den Entbehrungen. Hermina kam in den Experimenten Baracke von Auschwitz und starb an Typhus. Sie wurde zum 30. Juni 1944 für tot erklärt. Ihre Eltern wurden ebenfalls im Juni 1944 in Auschwitz ermordet. |
| Stolperstein für Ernst Grunewald        | HIER WOHNTE ERNST GRUNEWALD JG. 1894 DEPORTIERT 1942 ERMORDET IN SOBIBOR                                                                                           | Kehrstraße 49 · OT Kaldenkirchen ·                       | 9. Nov. 2014   | Ernst Grunewald wurde am 5. September 1894 in Kaldenkirchen als Sohn von Elias Grunewald, Kaufmann in Kaldenkirchen, und Rosalie Grunewald geborene Voos geboren. Er heiratete (Aufgebot 1920/21 Kaldenkirchen) Johanna Servos, die am 2. Mai 1892 in Anrath als Tochter von Simon Servos und Fanny Servos geborene Abraham zur Welt kam; die gemeinsamen Kinder Günther Grunewald und Hans Grunewald wurden am 3. März 1923 bzw. 13. Juni 1926 in Kaldenkirchen geboren. Am 15. Juni 1942 wurden Ernst, Johanna und Hans Grunewald mit dem Transport „Da 22“ wohl mit Ziel Izbica deportiert. Nach der „Selektion“ auf einem Nebengleis in Lublin wurden zunächst etwa 100 Männer aus dem Transport „Da 22“ in das Lager Majdanek gebracht. Vermutlich wurde der Zug anschließend direkt nach Sobibor geleitet, ohne zuvor noch das Durchgangsghetto von Izbica zu berühren. Ernst Grunewald wurde am 26. Juni 1950 vom Amtsgericht Krefeld zum 8. Mai 1945 für tot erklärt. |
| Stolperstein für Günther Grunewald      | HIER WOHNTE GÜNTHER GRUNEWALD JG. 1923 DEPORTIERT 1942 IZBICA ERMORDET                                                                                             | Kehrstraße 49 · OT Kaldenkirchen ·                       | 9. Nov. 2014   | Günther Grunewald wurde am 3. März 1923 in Kaldenkirchen als Sohn von Ernst und Johanna Grunewald (geb. Servos) geboren. Am 22. April 1942 wurde Günther Grunewald (der 1941 als Maschinenschlosser bezeichnet wurde) ab Düsseldorf nach Izbica deportiert und später dort ermordet. |
| Stolperstein für Hans Günther Grunewald | HIER WOHNTE HANS GRUNEWALD JG. 1926 DEPORTIERT 1942 SOBIBOR ERMORDET 26.8.1942                                                                                     | Kehrstraße 49 · OT Kaldenkirchen ·                       | 9. Nov. 2014   | Hans Grunewald wurde am 13. Juni 1926 in Kaldenkirchen als Sohn von Ernst und Johanna Grunewald (geb. Servos) geboren. Am 15. Juni 1942 wurden Ernst, Johanna und Hans Grunewald mit dem Transport „Da 22“ wohl mit Ziel Izbica deportiert. Nach der „Selektion“ auf einem Nebengleis in Lublin wurden zunächst etwa 100 Männer aus dem Transport „Da 22“ in das Lager Majdanek gebracht. Vermutlich wurde der Zug anschließend direkt nach Sobibor geleitet, ohne zuvor noch das Durchgangsghetto von Izbica zu berühren. |
| Stolperstein für Johanna Grunewald      | HIER WOHNTE JOHANNA GRUNEWALD GEB. SERVOS JG. 1892 DEPORTIERT 1942 ERMORDET IN SOBIBOR                                                                             | Kehrstraße 49 · OT Kaldenkirchen ·                       | 9. Nov. 2014   | Johanna Servos wurde am 2. Mai 1892 in Anrath als Tochter von Simon Servos und Fanny Servos geborene Abraham geboren. Sie heiratete (Aufgebot 1920/21 Kaldenkirchen) Ernst Grunewald, die gemeinsamen Kinder Günther Grunewald und Hans Grunewald wurden am 3. März 1923 bzw. 13. Juni 1926 in Kaldenkirchen geboren. Am 15. Juni 1942 wurden Ernst, Johanna und Hans Grunewald mit dem Transport „Da 22“ wohl mit Ziel Izbica deportiert. Nach der „Selektion“ auf einem Nebengleis in Lublin wurden zunächst etwa 100 Männer aus dem Transport „Da 22“ in das Lager Majdanek gebracht. Vermutlich wurde der Zug anschließend direkt nach Sobibor geleitet, ohne zuvor noch das Durchgangsghetto von Izbica zu berühren. |
| Stolperstein für Jakob Keizer           | HIER WOHNTE JAKOB KEIZER JG. 1878 FLUCHT 1939 HOLLAND INTERNIERT WESTERBORK ERMORDET 30.1.1944                                                                     | Steyler Straße 27 · OT Kaldenkirchen ·                   | 9. Nov. 2014   | Jakob (Jacques) Keizer wurde am 25. März 1878 in Venlo als Sohn von Simon Keizer (1850–1924) und Rosetta Keizer geborene Elekan (1855–1910) geboren. Er war niederländischer Staatsbürger und heiratete am 22. Juli 1907 in Kaldenkirchen Regina Bonn, sie hatten drei Kinder: Paul Simon (*1909, überlebt – am 5. Mai 1945 von der Roten Armee befreit), Rosetta (*1911) und Ilse (*1914, überlebt mit falschen Papieren in Haarlem). Nach der Flucht in die Niederlande (über Venlo nach Amsterdam) wurde Jakob in Westerbork interniert, am 30. Januar 1944 ermordet und am 31. Januar 1944 eingeäschert; bestattet ist er auf dem Friedhof von Diemen (Feld U, Reihe 14, Grab 19). |
| Stolperstein für Regina Keizer          | HIER WOHNTE REGINA KEIZER GEB. BONN JG. 1880 FLUCHT 1939 HOLLAND INTERNIERT WESTERBORK DEPORTIERT 1943 AUSCHWITZ ERMORDET 11.2.1944                                | Steyler Straße 27 · OT Kaldenkirchen ·                   | 9. Nov. 2014   | Regina Bonn wurde am 1. März 1880 in Bracht als Tochter von Isaak Bonn, Metzger in Bracht, und Henriette Bonn geborene Cappel geboren. Sie heiratete am 22. Juli 1907 in Kaldenkirchen Jakob (Jacques) Keizer, aus der Ehe gingen drei Kinder hervor: Paul Simon (*1909, überlebt – am 5. Mai 1945 von der Roten Armee befreit), Rosetta (*1911) und Ilse (*1914, überlebt mit falschen Papieren in Haarlem). Nach der Flucht in die Niederlande (über Venlo nach Amsterdam) wurde Regina in Westerbork interniert, nach Auschwitz deportiert und dort ermordet; sie wurde später zum 11. Februar 1944 für tot erklärt. |
| Stolperstein für Rosetta Keizer         | HIER WOHNTE ROSETTA KEIZER JG. 1911 FLUCHT 1939 HOLLAND INTERNIERT WESTERBORK DEPORTIERT 1942 AUSCHWITZ ERMORDET 31.8.1942                                         | Steyler Straße 27 · OT Kaldenkirchen ·                   | 9. Nov. 2014   | Rosetta Henriette (Etty) Keizer wurde am 23. Juli 1911 in Kaldenkirchen, als Tochter von Jakob (Jacques) Keizer und Regina Keizer geborene Bonn geboren. Mit ihren Eltern floh sie in die Niederlande über Venlo nach Amsterdam. Sie wurde in Westerbork interniert, 1942 von Westerbork nach Auschwitz deportiert und dort ermordet; zum 31. August 1942 wurde sie später für tot erklärt. Ihre Geschwister überlebten: Paul Simon (am 5. Mai 1945 von der Roten Armee befreit) und Ilse (mit falschen Papieren in Haarlem überlebt). |
| Stolperstein Koesterich, Herta          | HIER WOHNTE HERTA KÖSTERICH GEB. Sanders JG. 1910 FLUCHT 1938 USA                                                                                                  | Neustraße 18 · OT Hinsbeck ·                             | 9. Nov. 2014   | Herta Anny Sanders wurde am 27. April 1910 in Hinsbeck als Tochter von Philipp und Pauline Sanders geboren Sie heiratete 1936 in Wiesbaden Hermann Kösterich aus Frankfurt am Main (geboren am 1. Oktober 1910), im gleichen Jahr reisten beide – ebenso wie seine Eltern – in die USA ein, am 12. März 1937 wurden sie eingebürgert. Herta Koesterich starb am 10. Januar 1997, 86 Jahre alt, sie lebte zuletzt in Fort Lee (New Jersey); ein Sterbeeintrag für Hermann Kösterich ist nicht auffindbar. |
| Stolperstein für Else Landauer          | HIER WOHNTE ELSE LANDAUER GEB. SANDERS JG. 1901 FLUCHT 1937 USA | Neustraße 18 · OT Hinsbeck ·                             | 9. Nov. 2014   | Else Rosa Sanders wurde am 29. April 1901 in Hinsbeck als Tochter von Jacob und Sara Sanders, geborene Reich; sie heiratete in zweiter Ehe am 16. Februar 1932 in Frankfurt am Main Arthur Landauer (geboren am 25. Oktober 1895 in Tuttlingen), die gemeinsame Tochter Ursula wurde zwischen November 1932 und April 1933 geboren. Arthur, Else und Ursula Landauer flohen im November 1937 nach New York. Arthur Landauer starb im Februar 1988 im Alter von 92 Jahren, Elsa Landauer (in den USA „Elsie“ genannt) starb am 21. November 1996 ebenfalls in New York City im Alter von 95 Jahren. |
| Stolperstein für Jacob Sanders          | HIER WOHNTE JACOB SANDERS JG. 1871 FLUCHT 1941 USA | Neustraße 18 · OT Hinsbeck ·                             | 9. Nov. 2014   | Jacob Sanders wurde am 23. November 1871 in Kaldenkirchen als Sohn von Salomon Sanders und Adelheid Vasen geboren. Er war mit Sara Reich verheiratet, die am 17. Februar 1873 in Eubigheim als Tochter von Leopold Reich, Handelsmann in Eubigheim, und Bertha Schloss geboren wurde. Sie hatten zwei Kinder: Else und Lothar; Sara Sanders starb am 8. Juli 1935 in Hinsbeck und wurde in Kaldenkirchen auf dem jüdischen Friedhof bestattet, Jacob Sanders emigrierte am 30. Juni 1941 in die USA, er lebte 1941 in New York und starb im Mai 1951. |
| Stolperstein für Lothar Sanders         | HIER WOHNTE LOTHAR SANDERS JG. 1908 FLUCHT 1935 USA | Neustraße 18 · OT Hinsbeck ·                             | 9. Nov. 2014   | Leo Lothar Sanders wurde am 11. November 1908 als Sohn von Jacob und Sara Sanders, geborene Reich geboren; er hatte eine Schwester (Else). Lothar floh 1935 nach New York und lebte 1940 mit seiner Ehefrau Lieselotte Sanders, geborene Tasche in Manhattan; Lieselotte Tasche wurde am 7. August 1911 in Krefeld geboren, sie begleitete Lothar Sanders auf der Flucht und heiratete ihn unmittelbar nach der Ankunft in den USA; anlässlich der Eheschließung konvertierte sie zum Judentum und nahm dazu den Vornamen Ruth an (amtlich hieß sie weiter Lieselotte); Lothar Sanders starb am 17. Oktober 1992 in New York, 82 Jahre alt, Lieselotte Sanders starb am 10. November 2004 im Alter von 93 Jahren. |
| Stolperstein für Pauline Sanders        | HIER WOHNTE PAULINE SANDERS GEB. SCHUSTER JG. 1875 FLUCHT 1941 USA                                                                                                 | Neustraße 18 · OT Hinsbeck ·                             | 9. Nov. 2014   | Pauline Schuster wurde am 14. November 1875 in Nordheim vor der Rhön geboren. Sie war mit Philipp Sanders verheiratet und hatte zwei Töchter, Erna und Herta. 1941 – vermutlich am 30. Juni – flohen beide nach New York. Philipp Sanders starb am 13. Januar 1952 in Paramus/NJ im Alter von 82 Jahren; Pauline Sanders wohnte zuletzt in New York und starb am 20. September 1971 in Paramus/NJ im Alter von 95 Jahren. |
| Stolperstein für Philipp Sanders        | HIER WOHNTE PHILIPP SANDERS JG. 1869 FLUCHT 1941 USA | Neustraße 18 · OT Hinsbeck ·                             | 9. Nov. 2014   | Philipp Sanders wurde am 27. Juli 1869 in Kaldenkirchen geboren. Er war mit Pauline Schuster verheiratet und hatte zwei Töchter, Erna und Herta. 1941 – vermutlich am 30. Juni – flohen beide nach New York. Philipp Sanders starb am 13. Januar 1952 in Paramus/NJ im Alter von 82 Jahren; Pauline Sanders wohnte zuletzt in New York und starb am 20. September 1971 in Paramus/NJ im Alter von 95 Jahren. |
| Stolperstein für Sara Sanders           | HIER WOHNTE SARA SANDERS GEB. REICH JG. 1873 GEDEMÜTIGT / ENTRECHTET TOT 8.3.1935                                                                                  | Neustraße 18 · OT Hinsbeck ·                             | 9. Nov. 2014   | Sara Reich wurde am 17. Februar 1873 in Eubigheim als Tochter von Leopold Reich, Handelsmann in Eubigheim, und Bertha Schloss geboren. Sie war mit Jakob Sanders verheiratet, aus der Ehe stammen zwei Kinder: Else und Lothar; Sara Sanders starb am 8. Juli 1935 in Hinsbeck und wurde in Kaldenkirchen auf dem jüdischen Friedhof bestattet, Jacob Sanders emigrierte am 30. Juni 1941 in die USA, er lebte 1941 in New York und starb im Mai 1951. |
| Stolperstein für Erna Stern             | HIER WOHNTE ERNA STERN GEB. SANDERS JG. 1901 FLUCHT 1940 USA | Neustraße 18 · OT Hinsbeck ·                             | 9. Nov. 2014   | Erna Rosalie Sanders wurde am 5. Juli 1901 in Hinsbeck geboren; sie war die Tochter von Philipp und Pauline Sanders, geborene Schuster, sowie die Ehefrau von Alfred Stern (geboren am 26. Mai 1895 in Neustadt an der Saale, Sohn von Sigmund Stern (gestorben 17. November 1931), Händler in Neustadt, und Anna Blum). Alfred wurde am 10. November 1938 verhaftet und nach der notariellen Abtretung des elterlichen Hauses wieder entlassen. Bis zum 11. September 1939 wohnte das Ehepaar in Neustadt, siedelte dann mit Alfred Sterns Mutter nach Mainz über, um die Auswanderung vorzubereiten. In Mainz wurde Alfred und Erna Stern am 12. Februar 1940 ein Reisepass ausgestellt, mit dem sie am 29. Februar in die Schweiz mit Ziel Genua einreisten; in Genua bestieg das Ehepaar die S.S. Manhattan, die am 8. März ablegte und am 18. März New York erreichte. Kurz darauf (1940) wohnten sie in Manhattan, zumindest 1943 und 1968 dann im Haus 705 West 170th Street im Bezirk Washington Heights. Alfred Stern starb im März 1978, 82 Jahre alt, mit dem letzten Wohnsitz New York City; Erna Stern starb am 12. Dezember 1989, 88 Jahre alt.                                                                         |
| Stolperstein für Henriette Defries      | HIER WOHNTE HENRIETTE DEFRIES GEB. HOLLÄNDER JG. 1865 FLUCHT HOLLAND INTERNIERT WESTERBORK DEPORTIERT 1943 AUSCHWITZ ERMORDET 1.2.1943                             | Bahnhofstraße 76 · OT Kaldenkirchen ·                    | 17. Feb. 2016  | Henriette Holländer wird in den Erläuterungen des Steinheim-Instituts als Ehefrau von Simon Devries bezeichnet. Sie wurde am 15. September 1865 in Eschweiler als Tochter von Benjamin Holländer, Handelsmann in Eschweiler, und Sara Holländer geborene Menken zur Welt kam und vor ihrer Heirat in Aachen wohnte. Die Ehe blieb kinderlos. Nach dem Tod ihres Ehemanns floh sie 1939 in die Niederlande nach Deventer, wurde in Westerbork interniert, 1943 nach Auschwitz deportiert und dort ermordet; vom Amtsgericht Lobberich wurde sie am 1. Juni 1951 zum 1. Februar 1943 für tot erklärt. |
| Stolperstein für Simon Defries          | HIER WOHNTE SIMON DEFRIES JG. 1855 OPFER DES POGROMS 1938 TOT AN DEN FOLGEN 2.1.1939                                                                               | Bahnhofstraße 76 · OT Kaldenkirchen ·                    | 17. Feb. 2016  | Simon Defries wurde am 24. Oktober 1855 in Kaldenkirchen als Sohn von Abraham Defries, Metzgermeister in Kaldenkirchen, und Rebecca Defries geborene Lion geboren. Er heiratete am 6. Juli 1903 in Aachen Henrietta Holländer, die Ehe blieb kinderlos. Nachdem er beim Novemberpogrom eine Treppe hinuntergestürzt war, starb er am 2. Januar 1939 in Kaldenkirchen; er wurde auf dem jüdischen Friedhof in Kaldenkirchen bestattet. |
| Stolperstein für Henriette Sanders      | HIER WOHNTE HENRIETTE SANDERS GEB. LEVEN JG. 1904 DEPORTIERT 1941 RIGA ERMORDET                                                                                    | Steyler Straße 7 · OT Kaldenkirchen ·                    | 17. Feb. 2016  | Henriette (Henny) Leven wurde am 24. November 1904 in Wickrath als Tochter von Philipp Leven (28. Januar 1869 – 16. März 1939, bestattet in Wickrath) und Johanna Levy (geboren 1866 Königshoven, gestorben in Theresienstadt) geboren. Sie wurde zusammen mit ihrem Ehemann Sally Sanders am 11. Dezember 1941 ab Düsseldorf nach Riga deportiert und dort ermordet. |
| Stolperstein für Sally Sanders          | HIER WOHNTE SALLY SANDERS JG. 1904 DEPORTIERT 1941 RIGA ERMORDET                                                                                                   | Steyler Straße 7 · OT Kaldenkirchen ·                    | 17. Feb. 2016  | Sally Sanders wurde am 18. Januar 1904 in Kaldenkirchen als Sohn von Gustav Sanders und Julie Sanders geborene Kaufmann geboren. Er wurde zusammen mit seiner Ehefrau Henriette (Henny) Leven am 11. Dezember 1941 ab Düsseldorf nach Riga deportiert und dort ermordet. |
| Stolperstein für Elisabeth Höflich      | HIER WOHNTE ELISABETH HÖFLICH JG. 1864 DEPORTIERT 1942 THERESIENSTADT ERMORDET IN TREBLINKA                                                                        | Speck 80/82 · OT Schaag ·                                | 10. Dez. 2013  | Elisabeth Höflich, genannt Lisette geboren am 23. Juni 1864 in Bracht, Tochter von Levi Höflich, Handelsmann in Bracht, dann Metzger in Breyell, und Anna Höflich geborene Levy, ledig, Mutter von Regina Höflich. Sie wurde am 25. Juli 1942 ab Düsseldorf nach Theresienstadt (Transport VII/2 Zug Da 71, Häftlingsnummer 540) und am 26. September 1942 nach Treblinka deportiert (Transport Br, Häftlingsnummer 626). Dort wurde sie wohl noch im selben Monat ermordet. Sie hatte einen Bruder (Karl). |
| Stolperstein für Regina Höflich         | HIER WOHNTE REGINA HÖFLICH JG. 1898 DEPORTIERT 1941 RIGA ERMORDET                                                                                                  | Speck 80/82 · OT Schaag ·                                | 10. Dez. 2013  | Regina Höflich geboren am 8. Juni 1898 in Breyell, Tochter von Lisette Höflich. Sie wurde am 11. Dezember 1941 ab Düsseldorf nach Riga deportiert und dort ermordet. |
| Stolperstein für Curt Höflich           | HIER WOHNTE CURT HÖFLICH JG. 1902 ´SCHUTZHAFT´ 1938 DACHAU DEPORTIERT 1941 RIGA ERMORDET                                                                           | Josefstraße 48 · OT Breyell ·                            | 10. Dez. 2013  | Curt Höflich wurde am 20. September 1902 in Breyell als Sohn von Carl und Jettchen Höflich (geborene Levy) geboren. Er war mit Irma Marx verheiratet. Vom 17. November 1938 bis zum 9. Februar 1939 war Curt Höflich in Dachau in „Schutzhaft“. Am 11. Dezember 1941 wurden Curt und Irma ab Düsseldorf nach Riga deportiert. Curt wurde in Riga ermordet, Irma überlebte Ghetto und KZ Riga und wurde am 9. August 1944 nach Stutthof deportiert, wo sie ebenfalls ermordet wurde. |
| Stolperstein für Irma Höflich           | HIER WOHNTE IRMA HÖFLICH GEB. MARX JG. 1906 DEPORTIERT 1941 RIGA ERMORDET IN STUTTHOF                                                                              | Josefstraße 48 · OT Breyell ·                            | 10. Dez. 2013  | Irma Marx wurde am 11. Juni 1906 in Rachtig als Tochter von Eduard Marx (1877 Rachtig – 1944/45 Auschwitz) und Pauline Marx geborene Wassermann (1881 Hüttenbach – 1944/45 Auschwitz) geboren. Sie war mit Curt Höflich verheiratet. Am 11. Dezember 1941 wurden Curt und Irma ab Düsseldorf nach Riga deportiert. Curt wurde in Riga ermordet, Irma überlebte Ghetto und KZ Riga und wurde am 9. August 1944 nach Stutthof deportiert, wo sie ebenfalls ermordet wurde. |
| Stolperstein für Karl Höflich           | HIER WOHNTE KARL HÖFLICH JG. 1872 DEPORTIERT 1942 THERESIENSTADT ERMORDET 1944 AUSCHWITZ                                                                           | Josefstraße 48 · OT Breyell ·                            | 10. Dez. 2013  | Karl Höflich wurde am 1. Juni 1872 in Breyell als Sohn von Levi und Anna Höflich (geborene Levi) geboren; er hatte eine Schwester (Lisette). Karl war verheiratet mit Henrietta Höflich geborene Levy (genannt Jettchen), die am 1. Mai 1866 in Bracht als Tochter von Bernard und Johanna Levy (geborene Zanders) geboren wurde. Am 24. Juli 1942 wurde er nach Düsseldorf gebracht und am 25. Juli 1942 ab Düsseldorf nach Theresienstadt deportiert, wo er mehr als 21 Monate gelang, zu überleben; am 15. Mai 1944 wurde er nach Auschwitz deportiert und dort ermordet. |
| Stolperstein für Ida Levy               | HIER WOHNTE IDA LEVY GEB. KREBS JG. 1881 DEPORTIERT 1942 THERESIENSTADT ERMORDET IN TREBLINKA                                                                      | Josefstraße 48 · OT Breyell ·                            | 10. Dez. 2013  | Ida Krebs wurde am 1. Juli 1881 in Reichenberg als Tochter von Moses Krebs und Lotti Krebs (geborene Krebs) geboren. Sie heiratete Samuel Levy, beide wurden am 25. Juli 1942 ab Düsseldorf nach Theresienstadt (Transport VII/2 Zug Da 71, Häftlingsnummer 645 und 665) und am 26. September 1942 dann nach Treblinka deportiert (Transport Br, Häftlingsnummer 652 und 653), wo sie wohl noch im selben Monat ermordet wurden. |
| Stolperstein für Samuel Levy            | HIER WOHNTE SAMUEL LEVY DEPORTIERT 1942 THERESIENSTADT ERMORDET IN TREBLINKA                                                                                       | Josefstraße 48 · OT Breyell ·                            | 10. Dez. 2013  | Samuel Levy wurde am 19. Juli 1869 in Breyell als Sohn von Carl Salomon Levi und Elisabeth Levy geborene Zanders geboren. Er heiratete Samuel Levy, beide wurden am 25. Juli 1942 ab Düsseldorf nach Theresienstadt (Transport VII/2 Zug Da 71, Häftlingsnummer 645 und 665) und am 26. September 1942 dann nach Treblinka deportiert (Transport Br, Häftlingsnummer 652 und 653), wo sie wohl noch im selben Monat ermordet wurden. |
| Stolperstein für Abraham Levy           | HIER WOHNTE ABRAHAM LEVY JG. 1871 DEPORTIERT 1942 THERESIENSTADT ERMORDET IN TREBLINKA                                                                             | Gier 2/3 · OT Breyell ·                                  | 10. Dez. 2013  | Abraham Levy wurde am 25. Oktober 1871 in Breyell als Sohn von Carl Salomon Levy und Lisette Levy (geborene Zanders) geboren. Er war mit Sibilla Frankenstein verheiratet; am 25. Juli 1942 wurde er ab Düsseldorf nach Theresienstadt (Transport VII/2 Zug Da 71, Häftlingsnummer 632), am 21. September 1942 nach Treblinka deportiert (Transport Bp, Häftlingsnummer 1605), und dort wohl noch im selben Monat ermordet. |
| Stolperstein für Berta Levy             | HIER WOHNTE BERTA LEVY GEB. LEVY JG. 1872 DEPORTIERT 1942 THERESIENSTADT ERMORDET 6.8.1942                                                                         | Gier 2/3 · OT Breyell ·                                  | 10. Dez. 2013  | Berta Levy geborene Levy wurde am 2. Januar 1872 in Meiningen geboren wurde (die Eltern sind nicht dokumentiert). Sie heiratete Carl Levy, das Ehepaar hatte drei Kinder, Lina (geb. 20. April 1901, floh September 1937 in die USA, heiratete dort Julius Bloch aus Ihringen; sie starb im November 1988 im Alter von 87 Jahren in New York), Henriette und Emil Levy. Am 25. Juli 1942 wurden Carl und Berta Levy ab Düsseldorf nach Theresienstadt deportiert (Transport VII/2 Zug Da 71, Carls Häftlingsnummer 652), wo Berta Levy am 6. August 1942 ermordet wurde. |
| Stolperstein für Carl Levy              | HIER WOHNTE CARL LEVY JG. 1870 DEPORTIERT 1942 THERESIENSTADT ERMORDET IN TREBLINKA                                                                                | Gier 2/3 · OT Breyell ·                                  | 10. Dez. 2013  | Carl Levy wurde am 12. März 1870 in Breyell als Sohn von Abraham Levi und Christina Sommer geboren. Er heiratete Berta Levy geborene Levy das Ehepaar hatte drei Kinder, Lina (geb. 20. April 1901, floh September 1937 in die USA, heiratete dort Julius Bloch aus Ihringen; sie starb im November 1988 im Alter von 87 Jahren in New York), Henriette und Emil Levy. Am 25. Juli 1942 wurden Carl und Berta Levy ab Düsseldorf nach Theresienstadt deportiert (Transport VII/2 Zug Da 71, Carls Häftlingsnummer 652), wo Berta Levy am 6. August 1942 ermordet wurde. Carl wurde am 26. September 1942 nach Treblinka deportiert (Transport Br, Häftlingsnummer 651) und dort wohl noch im selben Monat ermordet. |
| Stolperstein für Emil Levy              | HIER WOHNTE EMIL LEVY JG. 1908 ´SCHUTZHAFT´ 1938 DACHAU ERMORDET FEB. 1939                                                                                         | Gier 2/3 · OT Breyell ·                                  | 10. Dez. 2013  | Emil Levy wurde am 5. März 1909 in Breyell als Sohn von Carl und Berta Levy (geborene Levy) geboren. Er war ab dem 17. November 1938 in „Schutzhaft“ in Dachau interniert, wo er am 10. Februar 1939 ermordet wurde. |
| Stolperstein für Friederica Levy        | HIER WOHNTE FRIEDERICA LEVY JG. 1860 DEPORTIERT 1942 THERESIENSTADT ERMORDET 12.9.1942                                                                             | Gier 2/3 · OT Breyell ·                                  | 10. Dez. 2013  | Friederica Levy wurde am 23. Juli 1860 in Breyell als Tochter von [Carl] Salomon Levy und Elisabeth Levy, geborene Zanders geboren; sie blieb ledig. Am 25. Juli 1942 wurde sie nach Theresienstadt deportiert (Transport VII/S Zug Da 71, Häftlingsnummer 641) und dort am 12. September 1942 ermordet. |
| Stolperstein für Henriette Levy         | HIER WOHNTE HENRIETTE LEVY JG. 1904 DEPORTIERT 1941 RIGA ERMORDET                                                                                                  | Gier 2/3 · OT Breyell ·                                  | 10. Dez. 2013  | Henriette Levy (genannt Jettchen), wurde am 5. März 1904 in Breyell als Tochter von Carl Levy und Berta Levy (geborene Levy) geboren. Sie blieb ledig, wurde am 11. Dezember 1941 ab Düsseldorf nach Riga deportiert und dort später ermordet. |
| Stolperstein für Pauline Levy           | HIER WOHNTE PAULINE LEVY GEB. KLEEMANN JG. 1872 DEPORTIERT 1942 THERESIENSTADT ERMORDET IN AUSCHWITZ                                                               | Gier 2/3 · OT Breyell ·                                  | 10. Dez. 2013  | Pauline Kleemann wurde am 6. April 1872 in Theilheim (Gemeinde Waigolshausen, Kreis Schweinfurt) geboren. Sie heiratete Gustav Levy, der als Soldat im Ersten Weltkrieg (Rekr. Dep. E. Btl. L. I. R. 29) am 28. August 1916 fiel. Pauline wurde am 25. Juli 1942 von Düsseldorf nach Theresienstadt (Transport VII/2 Da 71, Häftlingsnummer 659), am 15. Mai 1944 nach Auschwitz deportiert (Transport Dz, Häftlingsnummer 659) und dort ermordet. |
| Stolperstein für Erna Levy              | HIER WOHNTE ERNA LEVY GEB. BLOCH JG. 1912 DEPORTIERT 1941 RIGA ERMORDET IN STUTTHOF                                                                                | Vorbruch 5 · OT Breyell ·                                | 10. Dez. 2013  | Erna Bloch wurde am 6. April 1912 in Dortmund geboren. Sie heiratete Max Levy, die Ehe blieb kinderlos. Am 11. Dezember 1941 wurden Max und Erna Levy ab Düsseldorf nach Riga deportiert, Max wurde später dort ermordet, Erna überlebte Riga und wurde 1944 nach Stutthof deportiert und dann dort ermordet. |
| Stolperstein für Max Levy               | HIER WOHNTE MAX LEVY JG. 1907 ´SCHUTZHAFT´ 1938 DACHAU DEPORTIERT 1941 RIGA ERMORDET                                                                               | Vorbruch 5 · OT Breyell ·                                | 10. Dez. 2013  | Max Levy wurde am 27. August 1907 in Breyell als Sohn von Bernhard Levy und Rosina Levy geborene Krebs geboren. Er heiratete Erna Bloch, die Ehe war 1938 kinderlos. Am 11. Dezember 1941 wurden Max und Erna Levy ab Düsseldorf nach Riga deportiert, Max Levy wurde später dort ermordet. Erna überlebte Riga und wurde 1944 nach Stutthof deportiert und dann dort ermordet. |
| Stolperstein für Rosina Levy            | HIER WOHNTE ROSINA LEVY GEB. KREBS JG. 1869 DEPORTIERT 1942 THERESIENSTADT ERMORDET IN TREBLINKA                                                                   | Vorbruch 5 · OT Breyell ·                                | 10. Dez. 2013  | Rosina Krebs wurde am 24. Mai 1869 in Reichenberg (Unterfranken) geboren. Sie heiratete Bernhard Levy, der am 23. Februar 1927 in Breyell starb und in Bracht bestattet wurde. Rosina wurde am 25. Juli 1942 ab Düsseldorf nach Theresienstadt (Transport VII/2 Zug Da 71, Häftlingsnummer 663), dann am 21. September 1942 nach Treblinka deportiert (Transport Bp, Häftlingsnummer 1606) und dort wohl noch im selben Monat ermordet. |
| Stolperstein für Eva Sanders            | HIER WOHNTE EVA SANDERS JG. 1851 OPFER DES POGROMS 1938 TOT AN DEN FOLGEN 23. DEZ. 1938                                                                            | Süchtelner Straße 20 · OT Lobberich ·                    | 5. Dez. 2022   | Eva Sanders, geborene Sanders, geboren am 26. Mai 1851 in Kaldenkirchen, war die Tochter von Benjamin Sanders, 39 Jahre alt [d. h. geboren 1811/12], Handelsmann in Kaldenkirchen, und Charlotte Sanders, geborene Neumann; sie heiratete (Aufgebot 1891) den verwitweten Lobbericher Metzger und Viehhändler Abraham Sanders. Eva Sanders lebte bei ihrem Stiefsohn Sally Sanders im Haus Süchtelner Str. 20 in Lobberich; hier wurde sie am 10. November 1938 im Rahmen der Reichspogromnacht von einem Stein getroffen und starb am 23. Dezember 1938 an den Folgen der erlittenen Verletzungen. |
| Stolperstein für Sally Sanders          | HIER WOHNTE SALLY SANDERS JG. 1888 'SCHUTZHAFT' 1938 DACHAU DEPORTIERT 1941 RIGA ERMORDET                                                                          | Süchtelner Straße 20 · OT Lobberich ·                    | 5. Dez. 2022   | Sally Sanders geboren am 7. Februar 1885 in Lobberich, war der Sohn von Abraham Sanders, Viehhändler in Lobberich, und Regina Sanders, geborene Zacharias; von Beruf war er Metzger; er diente als Soldat im Ersten Weltkrieg, in dem er mit dem Eisernen Kreuz ausgezeichnet wurde. Er war verheiratet mit Wilhelmine Sanders geborene Sanders, genannt Mina, Minni und Mintjen, die am 12. April 1898 in Straelen als Tochter von Samuel Sanders und Rosa Sanders geborene Krebs geboren wurde. Das Ehepaar hatte drei Kinder: Walter und die Zwillinge Edith und Egon, die Familie wohnte in Lobberich im Haus Süchtelner Str. 20. Ab dem 17. November 1938 war Sally Sanders in Dachau interniert, von wo er zurückkehrte (die Entlassung aus Dachau ist nicht dokumentiert); im Jahr 1939 brachten die Eltern ihre Kinder in die Niederlande in vorläufige Sicherheit. In diesen Jahren verdiente Sally Sanders seinen Lebensunterhalt als Landarbeiter in Lobberich. Am 11. Dezember 1941 wurden Sally und Mina Sanders ab Düsseldorf nach Riga deportiert; Mina wurde später [1944] nach Stutthof gebracht und dort ermordet, Sally überlebte Riga (und wohl auch Stutthof) und kehrte nach dem Krieg nach Deutschland zurück. |
| Stolperstein für Wilhelmine Sanders     | HIER WOHNTE WILHELMINE SANDERS GEB. SANDERS JG. 1898 DEPORTIERT 1941 RIGA 1944 STUTTHOF ERMORDET                                                                   | Süchtelner Straße 20 · OT Lobberich ·                    | 5. Dez. 2022   | Wilhelmine Sanders geborene Sanders, genannt Mina, Minni und Mintjen, wurde am 12. April 1898 in Straelen als Tochter von Samuel Sanders und Rosa Sanders geborene Krebs geboren. Sie heiratete Sally Sanders, drei Kinder (Walter und die Zwillinge Edith und Egon) sind bekannt. Am 11. Dezember 1941 wurden Sally und Mina Sanders ab Düsseldorf nach Riga deportiert; Mina wurde später [1944] nach Stutthof gebracht und dort ermordet. |
| Stolperstein für Walter Sanders         | HIER WOHNTE WALTER SANDERS JG. 1925 FLUCHT 1939 MIT HILFE HOLLAND INTERNIERT WESTERBORK DEPORTIERT 1942 AUSCHWITZ MITTELBAU DORA BEFREIT                           | Süchtelner Straße 20 · OT Lobberich ·                    | 5. Dez. 2022   | Walter Sanders geboren am 7. Oktober 1925 in Lobberich, als ältester Sohn von Sally Sanders und Mina Sanders geborene Sanders, war der Bruder von Edith und Egon Sanders und wohnte in Lobberich auf der Süchtelner Str. im Haus Nr. 20. Kurz vor der Pogromnacht, am 7. Oktober 1938 feierte er seine Bar Mitzwa, im Jahr darauf, 1939, wurden er und seine Geschwister von ihren Eltern in die Niederlande in vorläufige Sicherheit geschickt. Er wurde in Westerbork interniert und dann deportiert; 1944/45 war er in Auschwitz und im KZ Mittelbau-Dora. „Als Häftling mit der Nummer 175530 hat er Auschwitz überlebt, weil er als Hochdruckschweißer gebraucht wurde.“ Walter Sanders kehrte nach der Befreiung nach Lobberich zurück. Im Jahre 1961 bekam er die Tochter Edith. Walter Sanders starb am 3. Juli 2001 in Mönchengladbach und wurde auf dem jüdischen Friedhof in Krefeld bestattet. |
| Stolperstein für Edith Sanders          | HIER WOHNTE EDITH SANDERS JG. 1928 FLUCHT 1939 MIT HILFE HOLLAND INTERNIERT WESTERBORK DEPORTIERT 1942 AUSCHWITZ ERMORDET 22. 10. 1942                             | Süchtelner Straße 20 · OT Lobberich ·                    | 5. Dez. 2022   | Die Zwillinge Edith Sanders und Egon Sanders wurden am 5. März 1928 in Lobberich als Kinder von Sally Sanders und Mina Sanders geborene Sanders und Geschwister von Walter Sanders geboren. Sie wohnten in Lobberich auf der Süchtelner Str. im Haus Nr. 20, bis sie 1939 von ihren Eltern in die Niederlande und in vorläufige Sicherheit geschickt wurden. Die Zwillinge lebten am 1. September 1939 in Den Haag, Schenkstraat 217, bei dem aus Wien stammenden Ehepaar Richard Wieselthier (* 1885) und Lilly Wieselthier geborene Adler (* 1889); nach dem Tod des Paares am 15. Mai 1940 wurden sie vom Jüdischen Rat (Joodsche Raad) beim Obsthändler David van der Ham und seiner Familie in Den Haag, Terwestenstraat 230, untergebracht. Später wurden sie in Westerbork interniert, am 19. Oktober 1942 dann nach Auschwitz deportiert, wo sie am 21. Oktober 1942 ankamen und dort (ebenso wie David van der Ham und Rachel van der Ham geborene Hakker) zur Ermordung ausselektiert wurden; zum 22. Oktober 1942 wurden sie für tot erklärt. |
| Stolperstein für Egon Sanders           | HIER WOHNTE EGON SANDERS JG. 1928 FLUCHT 1939 MIT HILFE HOLLAND INTERNIERT WESTERBORK DEPORTIERT 1942 AUSCHWITZ ERMORDET 22. 10. 1942                              | Süchtelner Straße 20 · OT Lobberich ·                    | 5. Dez. 2022   | Die Zwillinge Edith Sanders und Egon Sanders wurden am 5. März 1928 in Lobberich als Kinder von Sally Sanders und Mina Sanders geborene Sanders und Geschwister von Walter Sanders geboren. Sie wohnten in Lobberich auf der Süchtelner Str. im Haus Nr. 20, bis sie 1939 von ihren Eltern in die Niederlande und in vorläufige Sicherheit geschickt wurden. Die Zwillinge lebten am 1. September 1939 in Den Haag, Schenkstraat 217, bei dem aus Wien stammenden Ehepaar Richard Wieselthier (* 1885) und Lilly Wieselthier geborene Adler (* 1889); nach dem Tod des Paares am 15. Mai 1940 wurden sie vom Jüdischen Rat (Joodsche Raad) beim Obsthändler David van der Ham und seiner Familie in Den Haag, Terwestenstraat 230, untergebracht. Später wurden sie in Westerbork interniert, am 19. Oktober 1942 dann nach Auschwitz deportiert, wo sie am 21. Oktober 1942 ankamen und dort (ebenso wie David van der Ham und Rachel van der Ham geborene Hakker) zur Ermordung ausselektiert wurden; zum 22. Oktober 1942 wurden sie für tot erklärt. |
| Stolperstein für Otto Zanders           | HIER WOHNTE OTTO ZANDERS JG. 1886 'SCHUTZHAFT' 1938 DACHAU DEPORTIERT 1941 RIGA ERMORDET                                                                           | Süchtelner Straße 43 · OT Lobberich ·                    | 5. Dez. 2022   | Otto Zanders wurde am 21.11.1886 als Sohn von Max Zanders und Sara Zanders, geb. Heumann in Lobberich geboren, als Beruf wird Viehhändler angegeben. Er heiratete 1925 Johanna Strauss, ein Sohn (Bruno) ist bekannt. Vom 17.11.1938 bis zum 29.12.1938 wurde er als Schutzhäftling im KZ Dachau inhaftiert. Am 11.12.1941 wurde die gesamte Familie ab Düsseldorf ins Ghetto Riga deportiert, wo alle ermordet wurden. |
| Stolperstein für Johanna Zanders        | HIER WOHNTE JOHANNA ZANDERS GEB. STRAUSS JG. 1891 DEPORTIERT 1941 RIGA ERMORDET                                                                                    | Süchtelner Straße 43 · OT Lobberich ·                    | 5. Dez. 2022   | Johanna Strauss wurde am 29.04.1891 als Tochter von Moses Strauss und Kätchen Strauss, geb. Simon in Herschbach geboren. Sie heiratete Otto Sanders, ein Sohn (Bruno) ist bekannt. Am 11.12.1941 wurde die gesamte Familie ab Düsseldorf ins Ghetto Riga deportiert, wo alle ermordet wurden. |
| Stolperstein für Bruno Zanders          | HIER WOHNTE BRUNO ZANDERS JG. 1931 DEPORTIERT 1941 RIGA ERMORDET                                                                                                   | Süchtelner Straße 43 · OT Lobberich ·                    | 5. Dez. 2022   | Bruno Zanders wurde am 13.04.1931 als Sohn von Otto Sanders und Johanna Zanders, geb. Strauss in Lobberich geboren. Am 11.12.1941 wurde die gesamte Familie ab Düsseldorf ins Ghetto Riga deportiert, wo alle ermordet wurden. |
| Stolperstein für Max Rosenthal          | HIER WOHNTE MAX ROSENTHAL JG. 1885 'SCHUTZHAFT' 1938 DACHAU DEPORTIERT 1941 RIGA ERMORDET                                                                          | Hochstraße 39 · OT Lobberich ·                           | 5. Dez. 2022   | Max Rosenthal wurde am 18.11.1885 als Sohn von Isaac Rosenthal und Dora Rosenthal, geb. Windmüller in Waltrop geboren, als Berufs wird Manufakturwarenhändler angegeben. Er heiratete 1921 Martha Stern. Am 11.12.1941 wurden beide ab Düsseldorf ins Ghetto Riga deportiert. Martha verstarb auf dem Transport, Max wurde im Ghetto ermordet. |
| Stolperstein für Martha Rosenthal       | HIER WOHNTE MARTHA ROSENTHAL GEB. STERN JG. 1889 DEPORTIERT 1941 RIGA ERMORDET                                                                                     | Hochstraße 39 · OT Lobberich ·                           | 5. Dez. 2022   | Martha Stern wurde am 31.01.1889 als Tochter von Meyer Stern und Eva Stern, geb. Lehmann in Lobberich geboren. Sie heiratete 1921 Max Rosenthal. Am 11.12.1941 wurden beide ab Düsseldorf ins Ghetto Riga deportiert. Martha verstarb auf dem Transport, Max wurde im Ghetto ermordet. |
| Stolperstein für Arthur Zanders         | HIER WOHNTE ARTHUR ZANDERS JG. 1884 'SCHUTZHAFT' 1938 DACHAU DEPORTIERT 1941 RIGA, GHETTO KOWNO 1944 DACHAU ERMORDET IN AUSCHWITZ                                  | Niedieckstraße 51 · Ecke An der Weberei · OT Lobberich · | 5. Dez. 2022   | Arthur Zanders wurde am 08.01.1884 als Sohn von Maximilian Zanders und Sara Zanders, geb. Heumann in Lobberich geboren, als Beruf wird Viehhändler angegeben. Er heiratete Thekla Rothschild, zwei Töchter (Ilse und Helga) sind bekannt. Vom 17.11.1938 bis zum 19.12.1938 wurde er als Schutzhäftling im KZ Dachau inhaftiert. Am 11.12.1941 wurde die gesamte Familie ab Düsseldorf ins Ghetto Riga deportiert. Thekla, Ilse und Helga wurden im Ghetto ermordet. Arthur wurde über Kaunas, das KZ Dachau (01.08.1944) ins KZ Auschwitz (08.10.1944) deportiert, wo er ermordet wurde. |
| Stolperstein für Thekla Zanders         | HIER WOHNTE THEKLA ZANDERS GEB. ROTHSCHILD JG. 1893 DEPORTIERT 1941 RIGA ERMORDET                                                                                  | Niedieckstraße 51 · Ecke An der Weberei · OT Lobberich · | 5. Dez. 2022   | Thekla Rothschild wurde am 18.10.1893 als Tochter von Hermann Rothschild und Julie Rothschild geb. Samuel in Kirschseiffen (Hellenthal) geboren. Sie heiratete Arthur Zanders, zwei Töchter (Ilse und Helga) sind bekannt. Am 11.12.1941 wurde die gesamte Familie ab Düsseldorf ins Ghetto Riga deportiert. Thekla, Ilse und Helga wurden im Ghetto ermordet. Arthur wurde über Kaunas, das KZ Dachau (01.08.1944) ins KZ Auschwitz (08.10.1944) deportiert, wo er ermordet wurde. |
| Stolperstein für Ilse Zanders           | HIER WOHNTE ILSE ZANDERS JG. 1921 DEPORTIERT 1941 RIGA ERMORDET | Niedieckstraße 51 · Ecke An der Weberei · OT Lobberich · | 5. Dez. 2022   | Ilse Zanders wurde am 31.10.1921 als Tochter von Arthur Zanders und Thekla Zanders, geb. Rothschild in Lobberich geboren, als Beruf wird Näherin angegeben. Eine Schwester (Helga) ist bekannt. Am 11.12.1941 wurde die gesamte Familie ab Düsseldorf ins Ghetto Riga deportiert. Thekla, Ilse und Helga wurden im Ghetto ermordet. Arthur wurde über Kaunas, das KZ Dachau (01.08.1944) ins KZ Auschwitz (08.10.1944) deportiert, wo er ermordet wurde. |
| Stolperstein für Helga Zanders          | HIER WOHNTE HELGA ZANDERS JG. 1927 DEPORTIERT 1941 RIGA ERMORDET                                                                                                   | Niedieckstraße 51 · Ecke An der Weberei · OT Lobberich · | 5. Dez. 2022   | Helga Zanders wurde am 25.04.1927 als Tochter von Arthur Zanders und Thekla Zanders, geb. Rothschild in Lobberich geboren, als Beruf wird Hausgehilfin angegeben. Eine Schwester (Ilse) ist bekannt. Am 11.12.1941 wurde die gesamte Familie ab Düsseldorf ins Ghetto Riga deportiert. Thekla, Ilse und Helga wurden im Ghetto ermordet. Arthur wurde über Kaunas, das KZ Dachau (01.08.1944) ins KZ Auschwitz (08.10.1944) deportiert, wo er ermordet wurde. |

## Interne Verweise
- Jüdische Opfer des Nationalsozialismus (Nettetal)